# 马泽
马泽（義大利語：Mazzè），是意大利都灵省的一个市镇。总面积27平方公里，人口4218人，人口密度156.2人/平方公里（2009年）。ISTAT代码为001148。